# Lubsko
 Lubsko (daw. Zemsz, niem. Sommerfeld, jęz. łużyckie: Žemŕ) – miasto w województwie lubuskim, w powiecie żarskim, siedziba gminy miejsko-wiejskiej Lubsko.
W latach 1975–1998 miasto administracyjnie należało do woj. zielonogórskiego.
Według danych GUS z 31 grudnia 2021 r. Lubsko liczyło 13 548 mieszkańców.

## Położenie
Lubsko położone jest na Obniżeniu Dolnołużyckim nad rzeką Lubszą, w południowo-zachodniej części województwa lubuskiego na skrzyżowaniu dróg Zielona Góra – Zasieki – Forst i Żary – Gubin, blisko granicy z Niemcami.
Lubsko leży na wschodnim krańcu Kotliny Zasieckiej.
Położone na wysokości od 65,7 do 122,5 m n.p.m.
Według danych z 1 stycznia 2011 r. powierzchnia miasta wynosiła 12,51 km².

## Historia

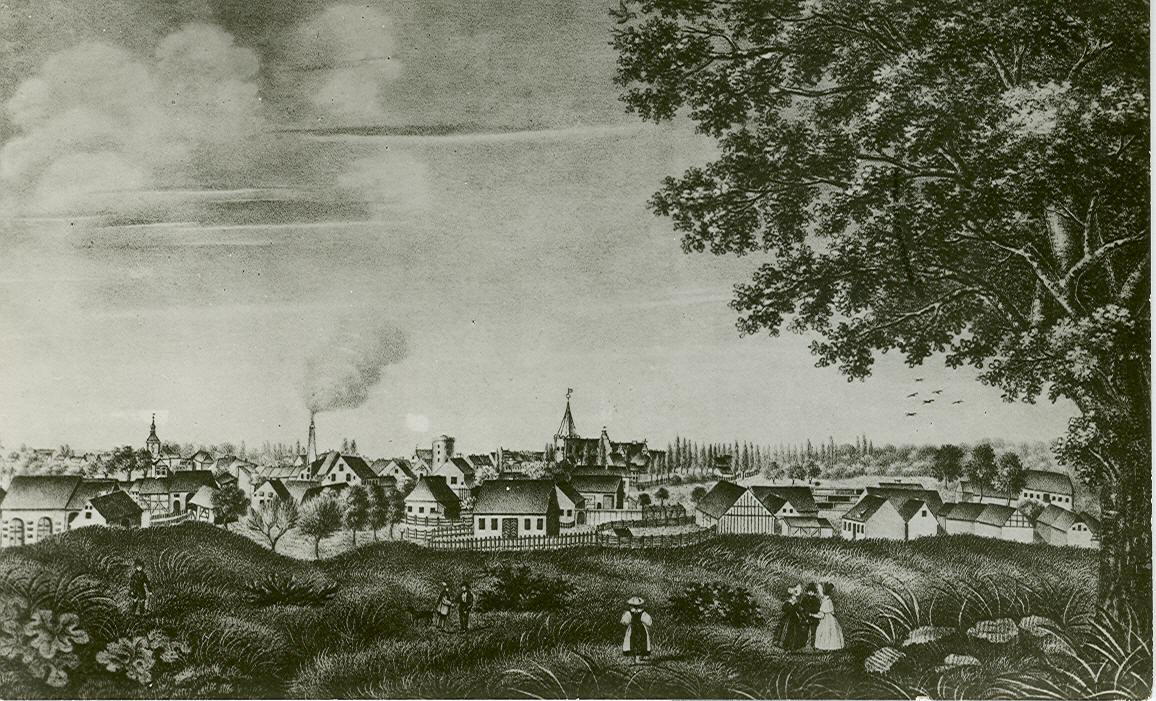
Lubsko w 1841 r.

Pierwsza historyczna wzmianka o mieście (jako Sommerfeld) pochodzi z 1258 roku. Historycznie przynależy do Dolnych Łużyc, choć w średniowieczu sięgały tu także granice Dolnego Śląska, tj. powstałych w okresie rozbicia dzielnicowego w Polsce księstw śląskiego w XIII w., świdnicko-jaworskiego w XIV w. i głogowskiego w XV w., w międzyczasie sięgały tu także wpływy Korony Czeskiej. Ostatnim księciem z dynastii Piastów władającym Lubskiem był Jan II Szalony, któremu miasto złożyło przysięgę wierności w 1476. Książę ten ostatecznie utracił miasto po wojnie o sukcesję głogowską w 1482 na rzecz Brandenburgii, z którą znalazło się ono później w granicach Prus w 1701 i Niemiec w 1871. W lutym 1813 r. w mieście kwaterowali ułani polscy. W 1846 roku oddano do użytku linię kolejową Berlin – Wrocław, a w 1913 połączenie z Krosnem Odrzańskim.
W 1945 roku Lubsko znalazło się na terytorium Polski, początkowo pod nazwą Zemsz. W latach 1954–1975 Lubsko było miastem powiatowym (powiat lubski).

## Demografia
Według danych z 31 marca 2013 r. miasto miało 14 550 mieszkańców.

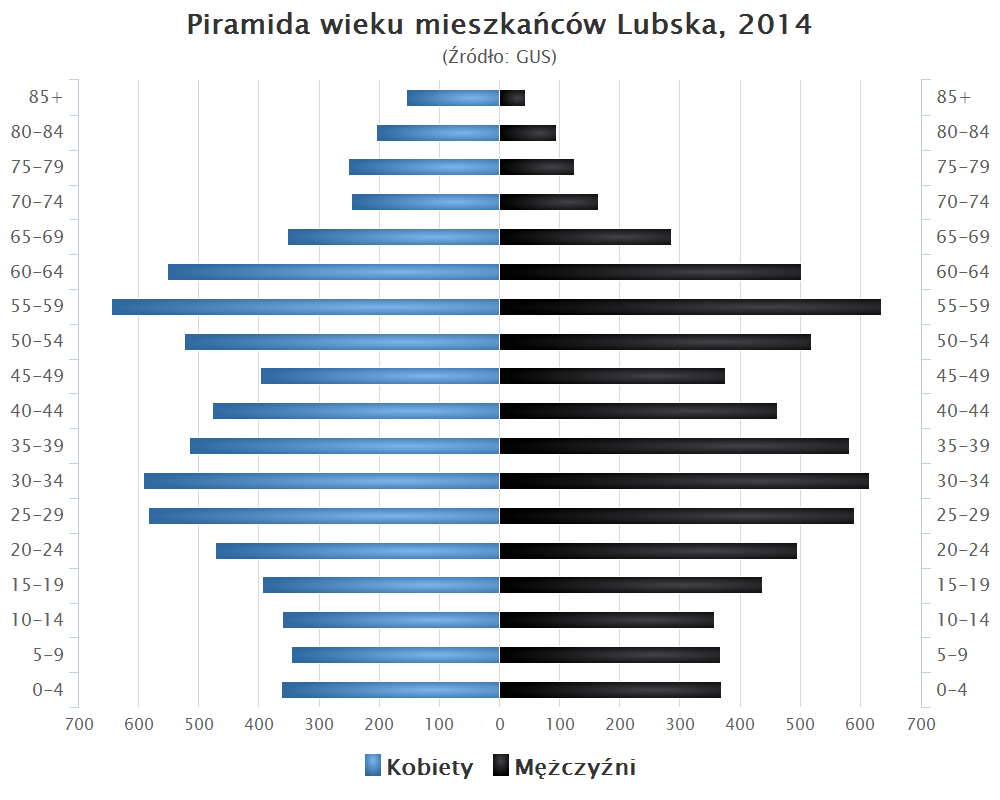
Piramida wieku mieszkańców Lubska w 2014 roku

## Zabytki

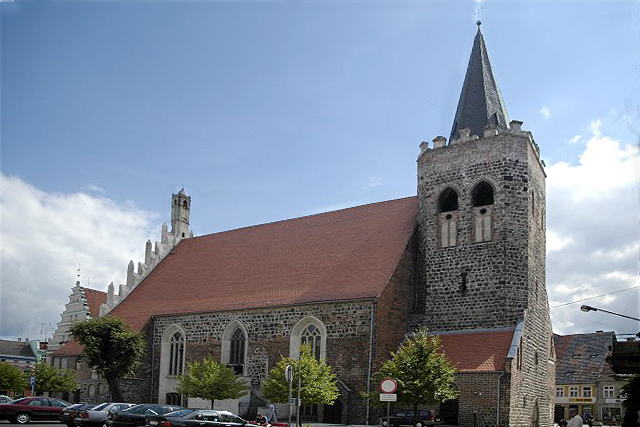
Kościół Nawiedzenia NMP

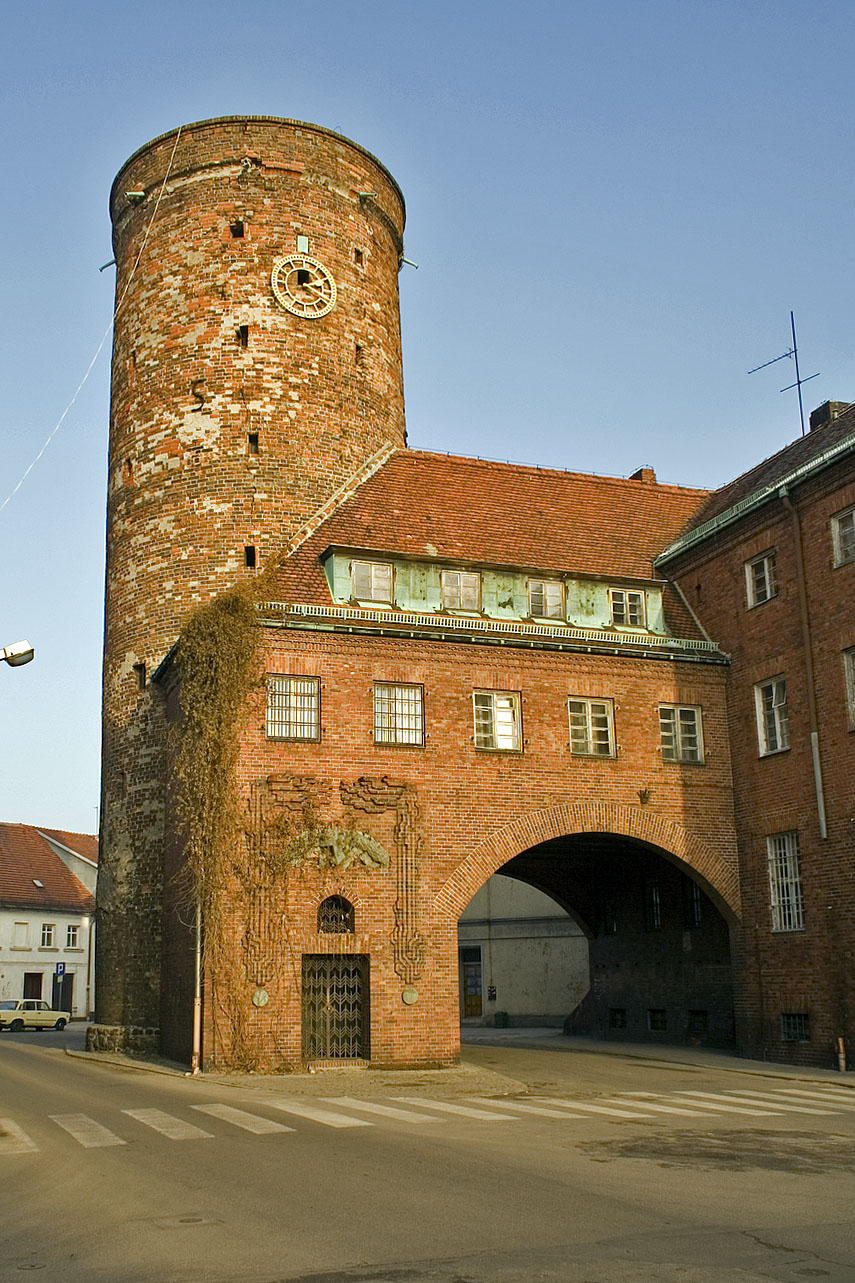
Wieża Bramy Żarskiej

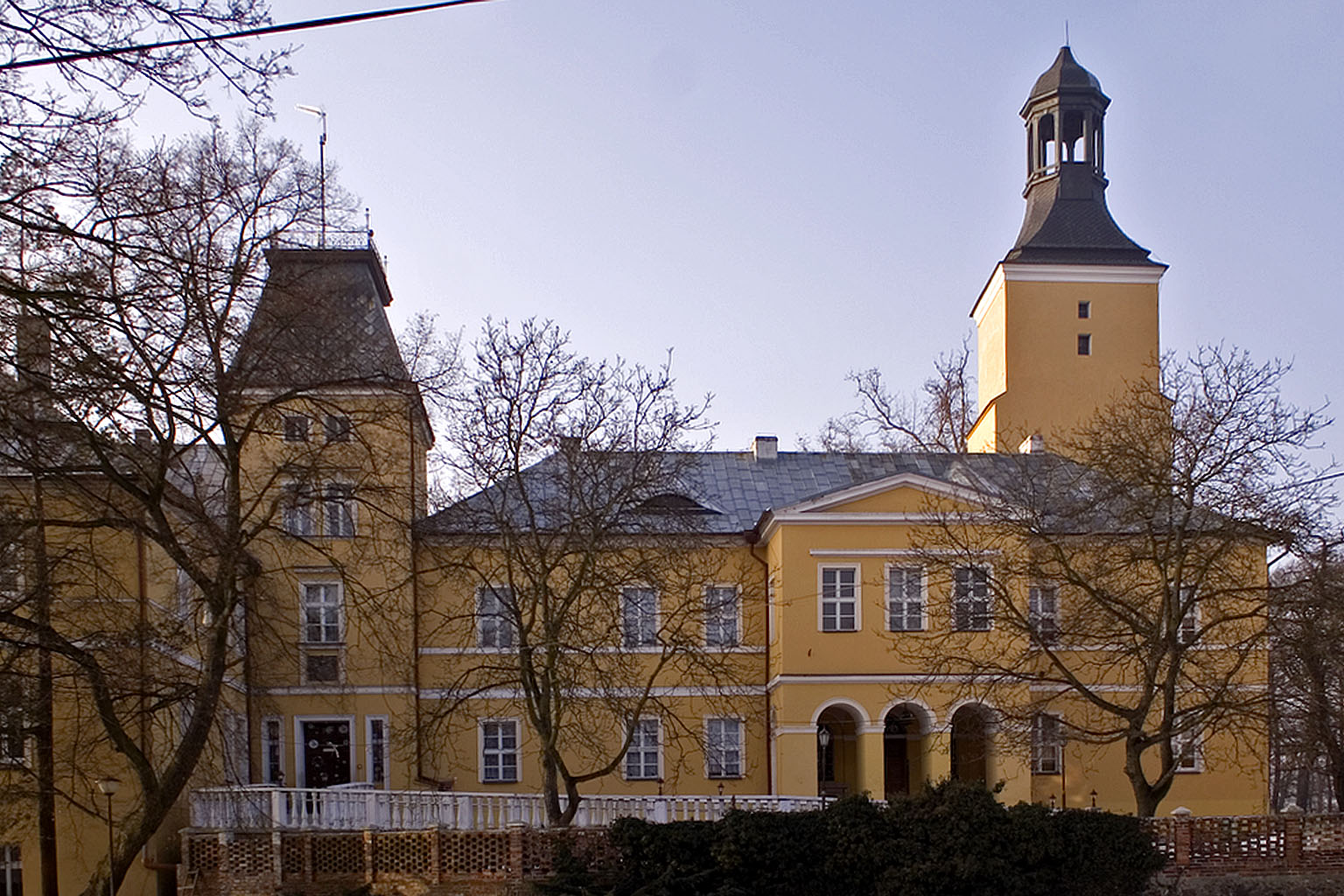
Zamek – obecnie dom pomocy społecznej

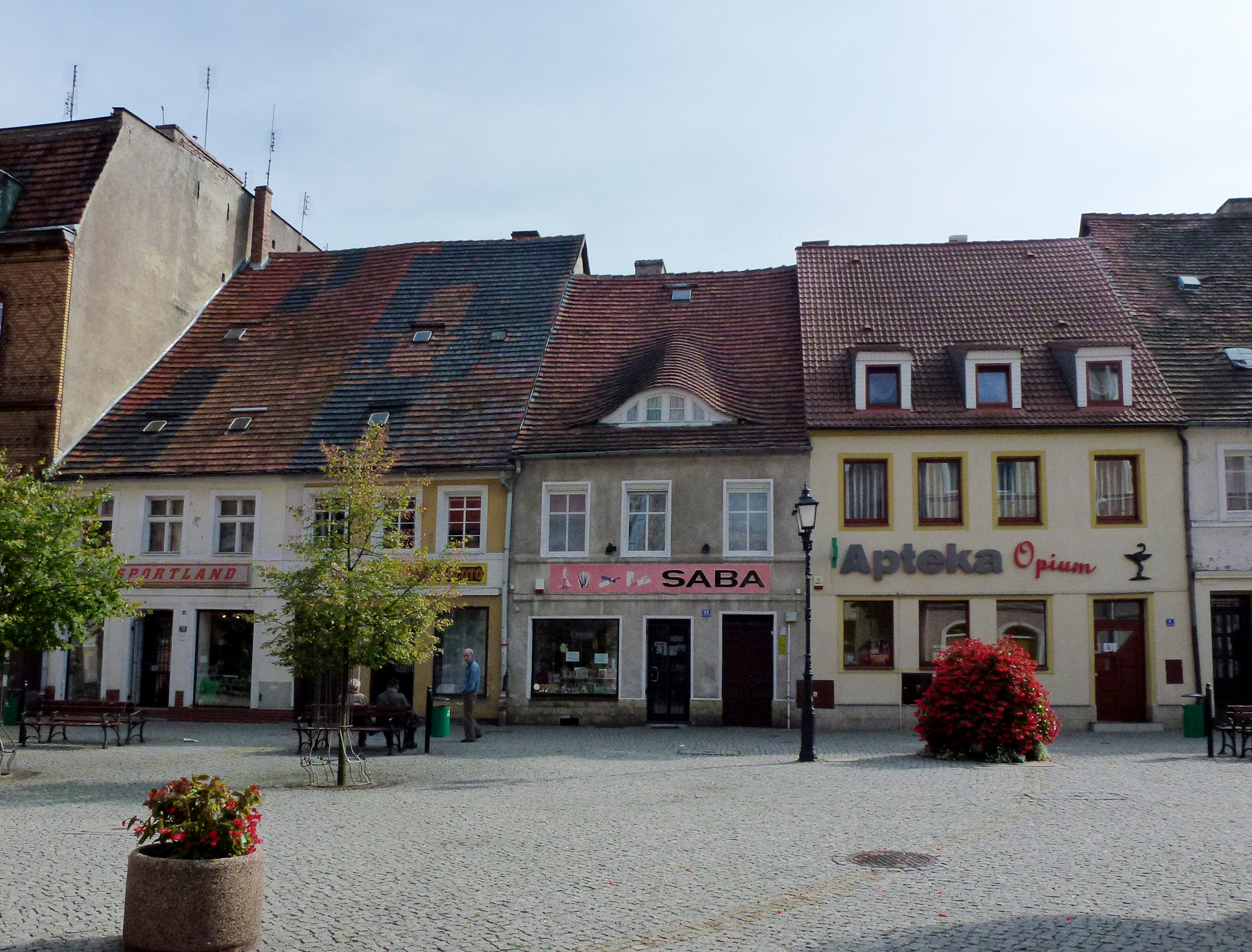
Kamieniczki przy Placu Wolności

Do wojewódzkiego rejestru zabytków wpisane są:
- miasto
- kościół parafialny pod wezwaniem Nawiedzenia Najświętszej Maryi Panny, gotycki z połowy XIII wieku, XIV–XV w., pl. Wolności 2
- kaplica cmentarna
- zamek, ul. Zamkowa 10, z 1570 roku, XVIII wieku, XIX wieku, obecnie dom pomocy społecznej
- baszta – wieża Bramy Żarskiej, ul. Popławskiego, gotycka z XIV/XV wieku, 1935 roku
- ratusz, renesansowy z 1580 roku
- dom, ul. Kopernika 1, z połowy XIX wieku
- dom z oficynami, ul. Kopernika 20a, z 1690 roku, 1859 roku
- zajazd, ul. Mickiewicza 4 (d.24), z XVIII wieku/XIX wieku
- dom, ul. E. Plater 2-4 / Krakowskie Przedmieście, z lat 1904–1905
- zajazdy, ul. Popławskiego 6, 18, z XVIII wieku
- dom, ul. Poznańska 8, z początku XIX wieku
- kamienice:
  - domy, ul. Krakowskie Przedmieście 3, 6 (nie istnieje), 7, 19/Mickiewicza 1; 21, 29, 30, 65, 65 a–b, z XVIII wieku/XIX wieku
  - siedem domów, ul. Sienkiewicza 1, 2, 3, 6, 7, 12, 14, z XVIII wieku/XIX wieku
  - zabudowa pl. Wolności, nr: 3/4, 7, 8, 9, 10, 11, 12, 14, 15, 19, 20, 22, 23, 25, 29, 30, 31, 32, 33, 34, z XVIII wieku, XIX wieku, XX wieku
- remiza, pl. Wolności

inne zabytki:
- cmentarz żydowski
- kościół ewangelicki, ob. rzymskokatolicki pw. Najświętszego Serca Pana Jezusa, neogotycki.

## Oświata
Placówki dydaktyczne
- Szkoły podstawowe:
  - Szkoła Podstawowa nr 1 im. Janusza Korczaka
  - Szkoła Podstawowa nr 2 im. Bolesława Chrobrego
  - Szkoła Podstawowa nr 3 im. Adama Mickiewicza
  - Niepubliczna Szkoła Podstawowa im. Noblistów Polskich
  - Szkoła Podstawowa im. Edmunda Bojanowskiego
  - Ośrodek Szkolno-Wychowawczy im. Jana Pawła II
- Szkoły ponadpodstawowe:
  - Zespół Szkół Ogólnokształcących i Ekonomicznych 
    - Liceum Ogólnokształcące im. Stefana Żeromskiego
    - Technikum im. Ludwika Krzywickiego

  - Zespół Szkół Technicznych (dawniej Zespół Szkół Rolniczych) im. Władysława Reymonta

## Wspólnoty wyznaniowe

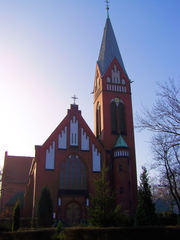
Kościół pw. NSPJ

- Chrześcijańska Wspólnota Zielonoświątkowa:
  - zbór w Lubsku[11]
- Kościół rzymskokatolicki:
  - parafia Najświętszego Serca Pana Jezusa[12]
  - parafia Nawiedzenia Najświętszej Maryi Panny[13]
- Świadkowie Jehowy:
  - zbór Lubsko (Sala Królestwa ul. Gdańska 11A)[14].

## Sport
Od 1946 roku w Lubsku funkcjonuje klub piłkarski Miejski Ludowy Klub Sportowy „Budowlani” Lubsko, który występuje w rozgrywkach III ligi dolnośląsko-lubuskiej. Zespół domowe mecze rozgrywa na Stadionie OSiR w Lubsku.
Istnieje również Stowarzyszenie Piłki Siatkowej EUROTAX Lubsko.

## Transport
Przez miasto prowadzą dwie drogi wojewódzkie:
- droga wojewódzka nr 287 Kosierz – Żary
- droga wojewódzka nr 289 Zasieki (Granica państwowa) – Nowogród Bobrzański (obwodnica)

W mieście znajduje się dworzec autobusowy PKS, z którego można dojechać głównie do pobliskich miast.

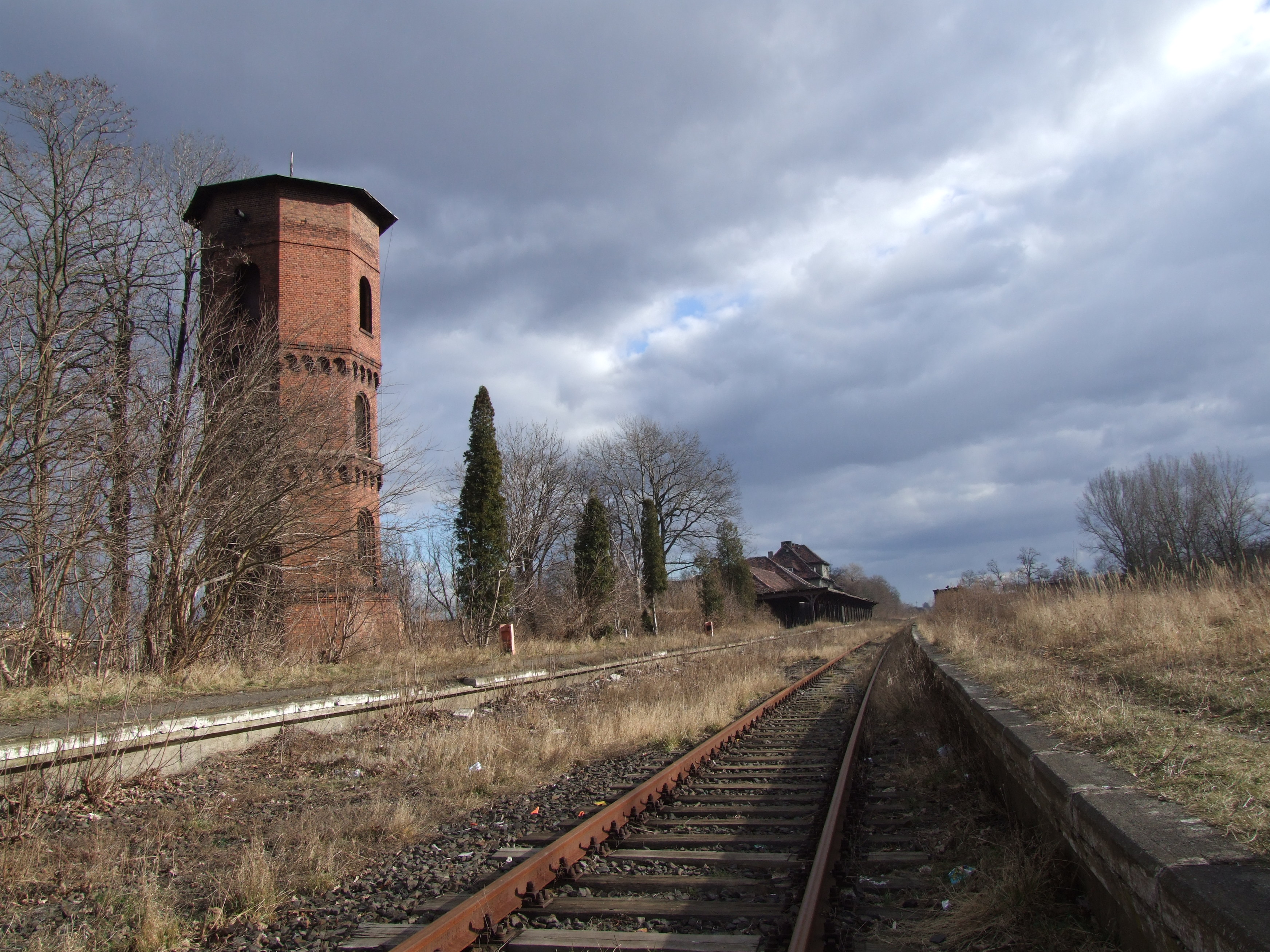
Kolejowa wieża ciśnień i nieczynny dworzec w Lubsku z 1846 roku

Przez miasto prowadzą linie kolejowe:
| Numer linii           | Relacja                    | Uwagi |
| --------------------- | -------------------------- | --- |
| Linia kolejowa nr 275 | Wrocław Muchobór – Gubinek | Na odcinku Żagań – Lubsko brak ruchu. Obecnie trwa odbudowa torowiska od Bieniowa do Lubska w ramach rządowego programu Kolej+. Planowane uruchomienie ruchu pasażerskiego do 2028r. Odcinek Lubsko – Gubinek w znacznej części jest rozebrany. |
| Linia kolejowa nr 365 | Stary Raduszec – Łęknica   | Linia kolejowa nieczynna (tory rozebrane). |

Znajdują się tu również budynki dawnej stacji kolejowej.

## Współpraca międzynarodowa
Miasta partnerskie:
- Brody (Polska)
- Forst (Lausitz) (Niemcy)
- Vlotho (Niemcy)
- Helsinge (Dania)
- Pawłohrad (Ukraina)